# The Island (1980)
The Island is een Amerikaanse avonturenfilm uit 1980 geregisseerd door Michael Ritchie. Het is gebaseerd op het gelijknamige boek van Peter Benchley. Hoofdrollen worden gespeeld door Michael Caine en David Warner. 

## Verhaal
Blair Maynard, een journalist uit New York, wil uitzoeken waarom er in de Bermudadriehoek zoveel schepen verdwijnen en neemt zijn vervreemde zoon Justin met zich mee naar Florida. Tijdens het vissen wordt hun boot aangevallen en worden ze meegenomen naar een eiland in de Caraïbische Zee.
Op dat eiland leeft al eeuwen een gemeenschap piraten van Franse origine in het grootste geheim. Zij overvallen plezierboten in de Bermudadriehoek en dusdanig een oorzaak van de verdwijningen. Omdat ze niet ontdekt willen worden, doden ze de ontvoerde mensen. Dat zou met Blair en Justin ook gebeuren, maar door een misverstand worden zij aanzien als afstammelingen van de 18e-eeuwse Britse marineofficier Robert Maynard. Doch het is hen niet toegelaten het eiland te verlaten.
Na enkele ontsnappingspogingen overhaalt Blair om een schip van de Amerikaanse kustwacht te overvallen, maar tot zijn verbazing zijn de piraten in staat de Amerikaanse mariniers te overmeesteren. Op dat Amerikaanse schip vindt hij een Browning M2-machinegeweer en schiet daarmee alle piraten dood.
Door deze gebeurtenissen is de band tussen Blair en Justin hersteld.

## Rolverdeling
| Acteur                | Personage      |
| --------------------- | -------------- |
| Michael Caine         | Blair Maynard  |
| David Warner          | Nau            |
| Angela Punch McGregor | Beth           |
| Frank Middlemass      | Windsor        |
| Don Henderson         | Rollo          |
| Dudley Sutton         | Dr. Brazil     |
| Colin Jeavons         | Hizzoner       |
| Jeffrey Frank         | Justin Maynard |
| Zakes Mokae           | Wescott        |
| Brad Sullivan         | Stark          |
| Reg Evans             | Jack "The Bat" |

## Trivia
- Benchley vroeg 2.15 miljoen Amerikaanse dollar aan auteursrechten. Daarbij kreeg hij 10% van de totale opbrengst van de film en 5% van de opbrengst van de verkoop van de filmmuziek. Dit was tot dan de duurste eis aan dergelijke rechten.[1]
- De film was genomineerd voor een Golden Raspberry Awards in de categorieën "slechtste acteur" (Michael Caine) en "slechtste regisseur".